# Charles Elachi
Charles Elachi né le 18 avril 1947 à Rayak au Liban est un ingénieur libano-américain dans le domaine électrique et un scientifique dans le domaine spatial. Il a effectué toute sa carrière au centre Jet Propulsion Laboratory (JPL) de la NASA d'abord en tant que responsable scientifique de nombreuses missions spatiales de télédétection et d'exploration du système solaire puis en tant que directeur du centre JPL de 2001 à 2016.

## Formation
Charles Elachi est né au Liban. Il fait ses études supérieures à l'Institut polytechnique de Grenoble (promotion 1968) où il s'intéresse plus particulièrement aux ondes électromagnétiques, aux radars et aux antennes. Il effectue sa thèse de doctorat en génie électrique à l'Institut de technologie de Californie (États-Unis) puis se fait embaucher par le centre Jet Propulsion Laboratory (JPL) établissement de la NASA détenu en partie par l'université et dont la vocation première est le développement de missions d'exploration du système solaire.

## Responsable scientifique de missions
Au JPL il poursuit des recherches sur la télédétection planétaire. Il occupe de nombreuses fonctions, notamment comme responsable scientifique (Principal Investigator) sur des missions spatiales. Il est ainsi responsable de l'instrument Shuttle Imaging Radar (SIR), un radar  embarqué à trois reprises (1981, 1984, 1994) à bord de la navette spatiale américaine à des fins de télédétection, co-responsable scientifique du radar de la sonde spatiale Magellan lancée vers Vénus, responsable de l'équipe chargée du développement du radar de la mission Cassini utilisé pour étudier le satellite de Saturne Titan et co-responsable de l'instrument Comet Nucleus Sounder Experiment de la mission Rosetta. De 1982 à 2000 il enseigne la physique de la télédétection spatiale au CalTech. Il est l'auteur de 230 articles scientifiques dans le domaine de l'exploration spatiale et planétaire, de la  télédétection, de la théorie de l'électromagnétisme, de l'optique et détient plusieurs brevets  dans ces domaines.

## Responsable du centre JPL
En janvier 2001, Charles Elachi est nommé responsable du centre JPL et vice-président de CalTech. Il quitte cette fonction en 2016.